# Ciclo de Pigmalión
El Ciclo de Pigmalión (1875-1878), cuyo autor es Edward Coley Burne-Jones, es un cuadríptico formado por óleos sobre tela de un metro por setenta y cinco centímetros. Lo forman El corazón desea, La mano se contiene, La divinidad inflama y El alma consigue. 
Se trata de un tema clásico, sacado de la mitología clásica, en la que el escultor Pigmalión (personaje de origen semita) está obsesionado con encontrar la perfección en el amor encontrándolo en una creación suya. Por ello esculpió una mujer que representaba su ideal de belleza y pidió a Afrodita que le diera vida porque se enamoró de ella y con ello se casaría, llamándola Galatea, con esta tendrá una hoja a la que llamaran Pafo. Esta creación fue debido a que no le gustaba el ideal de belleza de las mujeres.
En esta serie podemos apreciar el gusto del autor por los maestros italianos del Quattrocento, ya que se aprecia en la elaboración de figuras femeninas desnudas de una forma parecida a estatuas, así como en la forma de pintar las estructuras arquitectónicas.
La paleta es de una apariencia polvorienta, colores empolvados, apariencia grisácea y evanescente. Según avanzamos se vuelven los colores un poco más oscuros. Son óleos, el primero es Pigmalión en ese momento de angustia sobre cómo las mujeres no le complacen. Se quiere representar como no le interesa lo carnal, tiene un ideal de belleza incapaz de encontrar en el mundo real. 
Algunos especialistas han afirmado que esta serie posee una vinculación con la vida personal del propio Burne-Jones, haciendo alusión a que la figura que el autor había ideado poseía unas exigencias que el mismo no podría satisfacer. Es por ello por lo que se vincule a su vida privada ya que en este momento pasaba por una mala situación personal.

### El corazón desea
Se trata de la primera escena de la serie.  Pigmalión se encuentra en su estudio, con una actitud pensativa, podríamos considerar que reflexiona sobre su propia vida, lo que hace que ignore su alrededor. En un segundo plano se encuentran diversas figuras desnudas a modo de estatuas las cuales imitan al grupo las tres gracias. Llama la atención que la figura del protagonista capte la atención de las mujeres locales, lo que hace que comenten sobre este a escondidas, también en un segundo plano.
Podemos argumentar que rechaza toda mujer que no sea la que él desea, lo cual podemos prever que tiene definido el tipo de mujer que le interesa, tiene un ideal de belleza.
Se aprecia cierto contraste entre las mujeres reales y las mujeres que él crea en su taller.
Encontramos en esta obra una clara influencia sobre el clasicismo y los maestros italianos del Quattrocento, esto lo apreciamos entre otras en las figuras desnudas..

### La mano se contiene

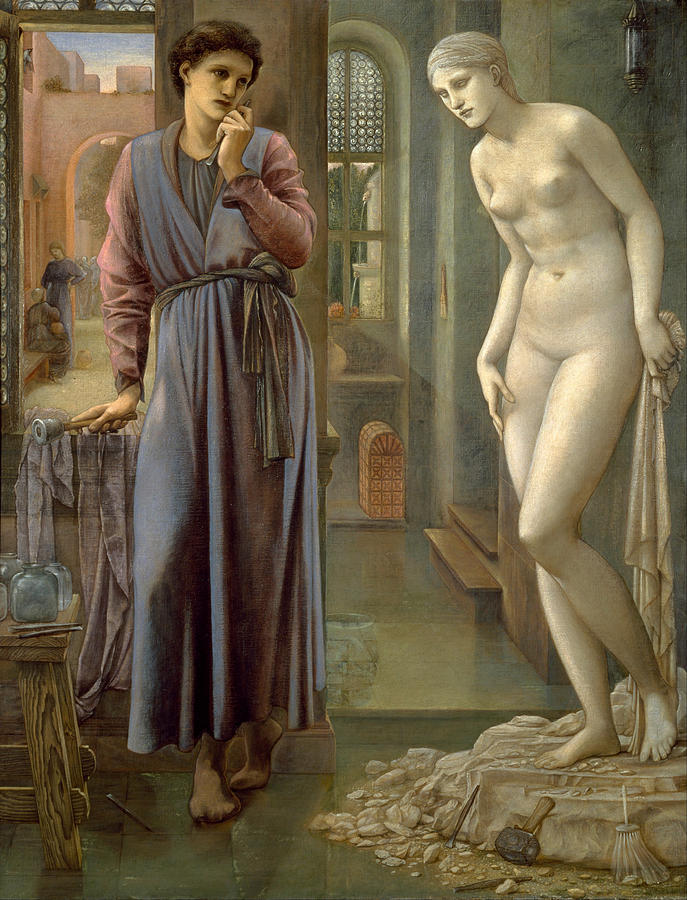
La mano se contiene

Se trata de la segunda imagen de esta serie. Pigmalión ha dado forma a Galatea, es el prototipo de belleza quattrocentista -emplea el cuerpo de la Venus de Botticelli-, tenemos a un Pigmalión conmovido con lo que acaba de crear. Observa a la mujer con tragedia pues se da cuenta de que se ha enamorado de algo irreal como se puede apreciar en su expresión, mucho más suave que en la escena anterior, El corazón desea, es por ello que aparece con la mano contenida, como se titula la propia obra. 
La figura de Galatea posee un carácter tímido, ya que sabe que está desnuda, es por ello por lo que a su vez intente cubrirse.
Se puede apreciar por la cantidad de herramientas que ha utilizado para la escultura ya que se encuentran en la base de la estatua. Se distinguen perfectamente un cincel, mazo… entre otras.
Estilísticamente, encontramos la influencia del Quattrocento italiano, destacando la arquitectura y las perspectivas utilizadas, así como, del clasicismo como apreciamos en la estatua.

### La divinidad inflama

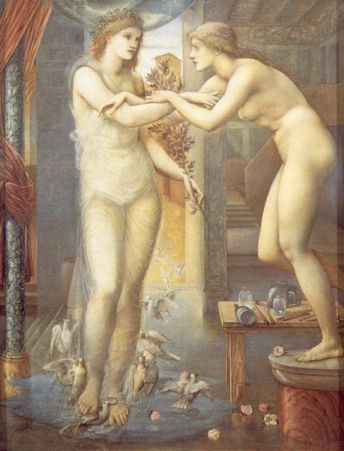
La divinidad inflama

Nos encontramos ante la tercera escena de la serie, donde Afrodita irrumpe y le da vida a Galatea mientras Pigmalión se encontraba en el templo de Afrodita rezando y pidiendo perdón por rechazarla durante tanto tiempo. Aparece la Diosa con sus atributos característicos como palomas y rosas, además los paños mojados que hacen que se vea su cuerpo. Podemos apreciar que hay muchas similitudes entre las dos (rasgos, expresión facial…)
Llama la atención que la cortina sea de un color vivo, así como que esté envuelta en torno a un varal tallado en la zona izquierda, algo que no se encuentra en las otras escenas. Destaca que ambas estén unidas por medio de los brazos, los cuales están entrelazados haciendo alusión a que ambas fueron rechazadas por Pigmalión en la escena El corazón desea. 
Es llamativo que de forma general, en ninguna de las obras aparezca Pigmalión trabajando la escultura. Es por ello que podemos entender que se está ensalzando de un cierto modo ese "carácter reflexivo" del arte liberal. 
Podemos contemplar un carácter clasicista en las figuras, en clara referencia a la estética propia de los prerrafaelitas, al igual que utilizar como base temática diversas fuentes literarias, como es el caso del poema de William Morris Pigmalion y la estatua.
Volvemos a encontrar reflejada esa admiración de Burne-Jones por el Quattrocento italiano, destacando entre otras las construcciones y el estudio de perspectiva.
En un segundo plano, al fondo, encontramos al rey de Chipre adorando a su estatua. 
Finalmente, apreciamos una escena que puede recordar a las pinturas de la tumba de los Medici

### El alma consigue
Esta será la última escena de la serie. La imagen consiste en el encuentro entre Galatea y Pigmalion tras regresar este a casa, lugar donde le pide matrimonio, es por ello que Pigmalión aparezca de rodillas ante Galatea. En el suelo, se puede apreciar una rosa, la cual hace alusión a Afrodita. Finalmente se casa con ella y tendrá una hija a la que llamarán Pafo
El pintor en esta obra, entre otras reflejará el lenguaje prerrafaelita, mostrando esa admiración mencionada anteriormente a los artistas del Quattrocento y el clasicismo.
La obra vuelve a tener en este caso como referencia su propia vida personal: Burne-Jones estaba casado pero se enamoró de una joven, Maria Zambaco, viendo similitudes con la propia figura de Pigmalión.
Hay estudios que confirman que esta escena está inspirada en un poema de William Morris que dedica a su esposa.